# Aeropuerto Internacional de Ketchikan
El Aeropuerto Internacional de Ketchikan o el Ketchikan International Airport (IATA: KTN, OACI: PAKT, FAA LID: KTN) es un aeropuerto de uso estatal público localizado a una milla náutica (2 km) al oeste del Distrito Central Financiero de Ketchikan, una ciudad en el Borough de Ketchikan Gateway en el estado estadounidense de Alaska.
El aeropuerto está localizado en la Isla Gravina, justo al oeste de Ketchikan en el otro lado de Tongass Narrows. Los pasajeros deben tomar un ferry de siete minutos que cruza el río para llegar al aeropuerto desde el pueblo.